# Gode Wind (Schiff, 1988)
Die Gode Wind ist ein ehemaliges Tenderboot der Reederei Frisia-Offshore, einer ehemaligen Tochter der Reederei Norden-Frisia. Das Schiff wurde insbesondere für den Transport von Personen wie beispielsweise Servicemonteuren und Material zu Offshore-Windparks in der Nordsee genutzt. Heimathafen war Norddeich.

## Geschichte
Das Boot wurde unter der Baunummer 791 auf der Hitzler-Werft in Lauenburg/Elbe gebaut und 1988 als Küstenstreifenboot Fehmarn von der schleswig-holsteinischen Wasserschutzpolizei in Dienst gestellt. Es wurde vom Heimathafen Heiligenhafen aus in der Hohwachter Bucht, um Fehmarn und der Lübecker Bucht eingesetzt. Bei Bedarf konnten Überwachungsaufgaben auch in anderen Bereichen der Ostsee durchgeführt werden.
Anfang August 2010 von das Boot von der Reederei Frisia-Offshore übernommen und im September 2010 auf den Namen Gode Wind umbenannt. Nach dem Umbau zum Tenderboot auf der Oldersumer Schiffswerft Diedrich wurden Erweiterungen am Schiff vorgenommen. Diese bestanden unter anderem aus der Modernisierung der Navigations- und Sicherheitsausrüstung. Ein großer, speziell angefertigter Bugfender mit Überstiegsvorrichtung wurde angebaut, der es dem Schiff ermöglicht, direkt an den Aufsteigevorrichtungen der Offshore-Windkraftanlagen anzulegen. Dabei unterstützt die Gode Wind die Katamarane Wind Force I und Wind Force II der Reederei Frisia-Offshore.
2015 wurde das Boot für rund 200.000 Euro nach Westafrika verkauft. Es wurde in Diana L umbenannt und unter die Flagge Kameruns gebracht.

## Technische Daten
Das Schiff wird von zwei Zwölfzylinder-Viertakt-Dieselmotoren des Herstellers Klöckner-Humboldt-Deutz (Typ: TBD 604 BV 12) mit einer Leistung von jeweils 1197 kW angetrieben. Die Motoren wirken auf zwei Verstellpropeller. Das Schiff erreicht eine Geschwindigkeit von 18 kn.
Für die Stromversorgung stehen zwei Dieselgeneratoren mit einer Scheinleistung von jeweils 47 kVA zur Verfügung.
Unter Deck ist Platz für bis 12 Personen. Am Heck besitzt das Schiff ein Ladedeck. Der bordeigene Kran kann bis zu einer Tonne heben.